# Canthidium abbreviatum
Canthidium abbreviatum är en skalbaggsart som beskrevs av Edgar von Harold 1867. Canthidium abbreviatum ingår i släktet Canthidium och familjen bladhorningar. Inga underarter finns listade.